# Bryce Deadmon
Bryce Deadmon (ur. 26 marca 1997 w Missouri City) – amerykański lekkoatleta specjalizujący się w biegach sprinterskich.
W 2021 zdobył złoto w sztafecie 4 × 400 metrów i brąz za bieg w eliminacjach sztafety mieszanej podczas igrzysk olimpijskich w Tokio. Rok później zdobył złoto w sztafecie 4 × 400 metrów podczas mistrzostw świata w Eugene. W 2024 w Paryżu zdobył złoto i srebro igrzysk olimpijskich.
Studiował na Texas A&M University. Złoty medalista mistrzostw NCAA.

## Osiągnięcia
| Rok  | Impreza                | Miejsce   | Konkurencja             | Lokata     | Wynik           |
| ---- | ---------------------- | --------- | ----------------------- | ---------- | --------------- |
| 2021 | Igrzyska olimpijskie   | Tokio     | sztafeta 4 × 400 metrów | 1. miejsce | 2:55,70         |
| 2021 | Igrzyska olimpijskie   | Tokio     | sztafeta mieszana       | 3. miejsce | 3:10,22 (elim.) |
| 2022 | Mistrzostwa świata     | Eugene    | sztafeta 4 × 400 metrów | 1. miejsce | 2:56,17         |
| 2022 | Mistrzostwa NACAC      | Freeport  | bieg na 400 metrów      | 3. miejsce | 45,06           |
| 2022 | Mistrzostwa NACAC      | Freeport  | sztafeta 4 × 400 metrów | 1. miejsce | 3:01,79         |
| 2023 | Mistrzostwa świata     | Budapeszt | bieg na 400 metrów      | eliminacje | 46,20           |
| 2024 | World Athletics Relays | Nassau    | sztafeta 4 × 400 metrów | repasaże   | 2:59,95         |
| 2024 | Igrzyska olimpijskie   | Paryż     | sztafeta 4 × 400 metrów | 1. miejsce | 2:54,43         |
| 2024 | Igrzyska olimpijskie   | Paryż     | sztafeta mieszana       | 2. miejsce | 3:07,74         |

## Rekordy życiowe
- Bieg na 400 metrów (stadion) – 44,22 (2023)
- Bieg na 400 metrów (hala) – 45,22 (2021)